# Nains de Wrocław

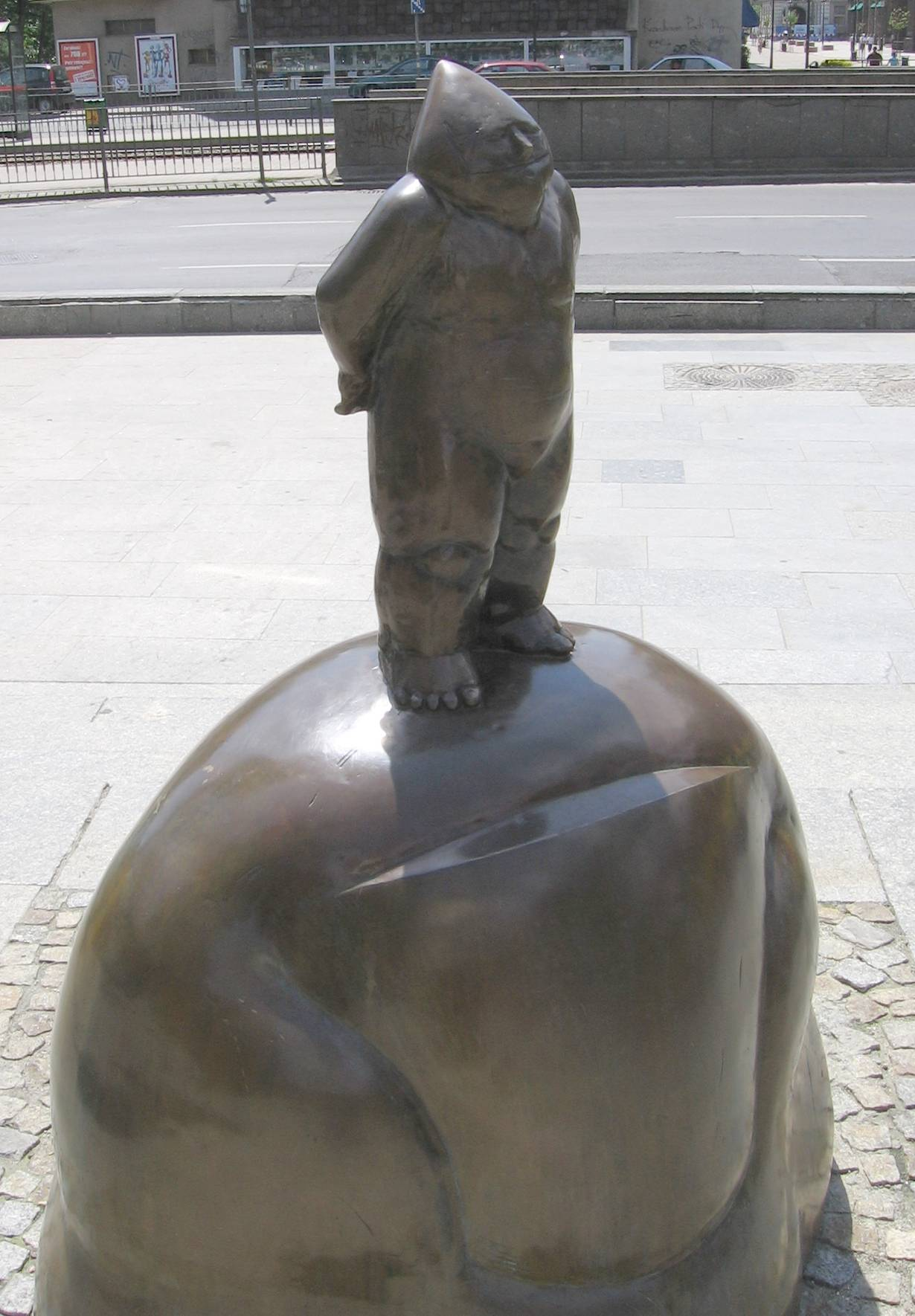
Nain de Wrocław au croisement des rues Świdnicka et Kazimierz Wielki.

Les nains de Wrocław forment un ensemble de petites figurines représentant des nains, généralement en bronze, placées dans les rues de Wrocław depuis 2001. Leur nombre n'a fait qu'augmenter, et désormais, ils forment incontestablement l'une des attractions les plus réputées de la ville. À ceux qui aiment combiner leurs visites touristiques à Wrocław avec la recherche des nains sont proposées des brochures spéciales et des visites guidées. Le nombre de nains dans les rues n'est pas fixé, de nouveaux apparaissent chaque année, une partie d'entre eux sont volés ou vandalisés malgré la protection des autorités locales. En 2025, il y avait plus de 650 nains.

## Histoire
En 2001, pour commémorer le mouvement anticommuniste Alternative orange, une figurine de nain, symbole du mouvement, est officiellement placée dans la rue Świdnicka, où le groupe avait l'habitude de se réunir, sur l'Agora. Il s'agit d'un des très rares cas où un groupe subversif est honoré par les autorités de la ville, qui ont recommandé le placement de la statue du nain au centre-ville. En 2003, le maire de Wrocław, dans le but de poursuivre cette nouvelle tradition, dévoile une petite plaque sur la porte du musée des nains. Elle est visible à hauteur de genoux humains sur le mur d'un immeuble historique appelé Jas, qui est situé entre la place du Marché et la basilique Sainte-Élisabeth de Wrocław.
Les figurines des nains, qui sont plus petites que le monument d'Alternative Orange dans la rue Świdnicka, ont été placées dans différents quartiers de la ville. Les cinq premières, conçues par Tomasz Moczek, diplômé de l'Académie des Arts et du Design à Wrocław, ont été placées en août 2005. Ce sont l'escrimeur près de l'Université de Wrocław, le boucher à Stare Jatki, deux « Sisyphe » dans la rue Świdnicka et le nain laveur près du pont Piaskowy. Le nom du dernier nain est lié à Pracze Odrzańskie, à la périphérie de la ville. Depuis ce temps, le nombre de nains a augmenté de plus en plus, surtout dans la vieille ville.
La cérémonie de dévoilement de deux nouveaux nains a eu lieu le 18 juin 2008, situés sur la rue Świdnicka, à côté de W-skers, ils sont dans une chaise roulante, handicapés, sourd-muet et aveugle. Ils font partie de la campagne de « Wrocław sans obstacles », qui vise à attirer l'attention sur les personnes handicapées qui vivent à Wrocław. Cinq jours plus tard, à la clinique d'hématologie et d'oncologie pédiatrique, un autre nain est érigé. Il devait être la troisième femme naine : Marzenka, dont la conception a été basée sur le logo de l'association Mam marzenie.

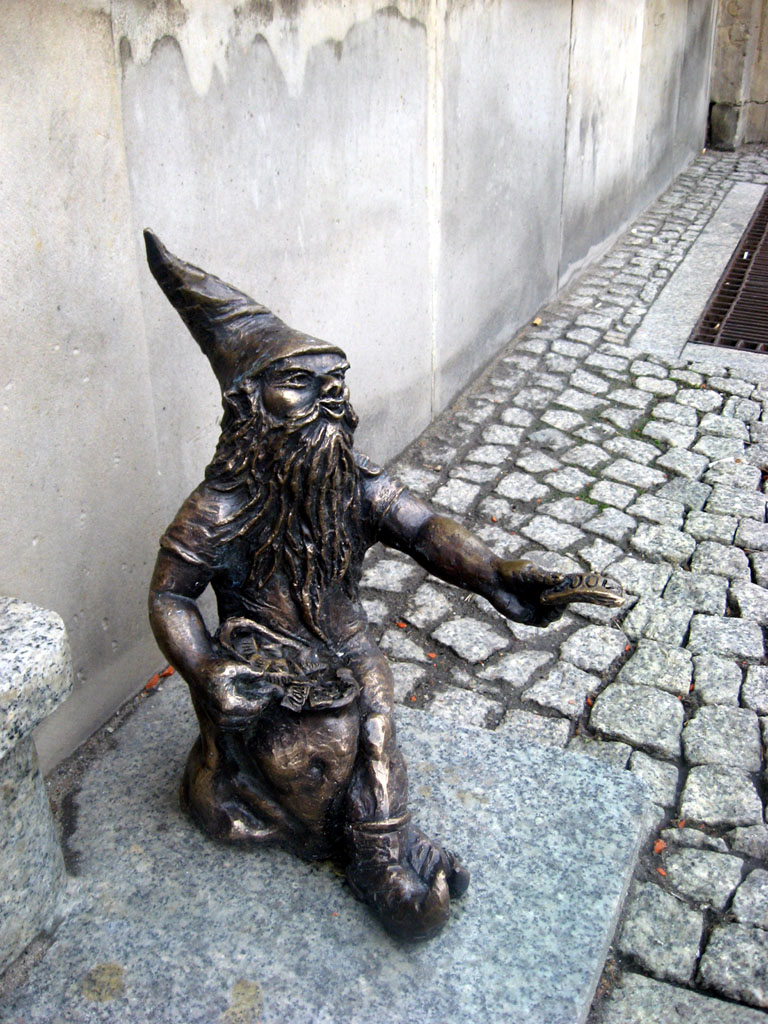
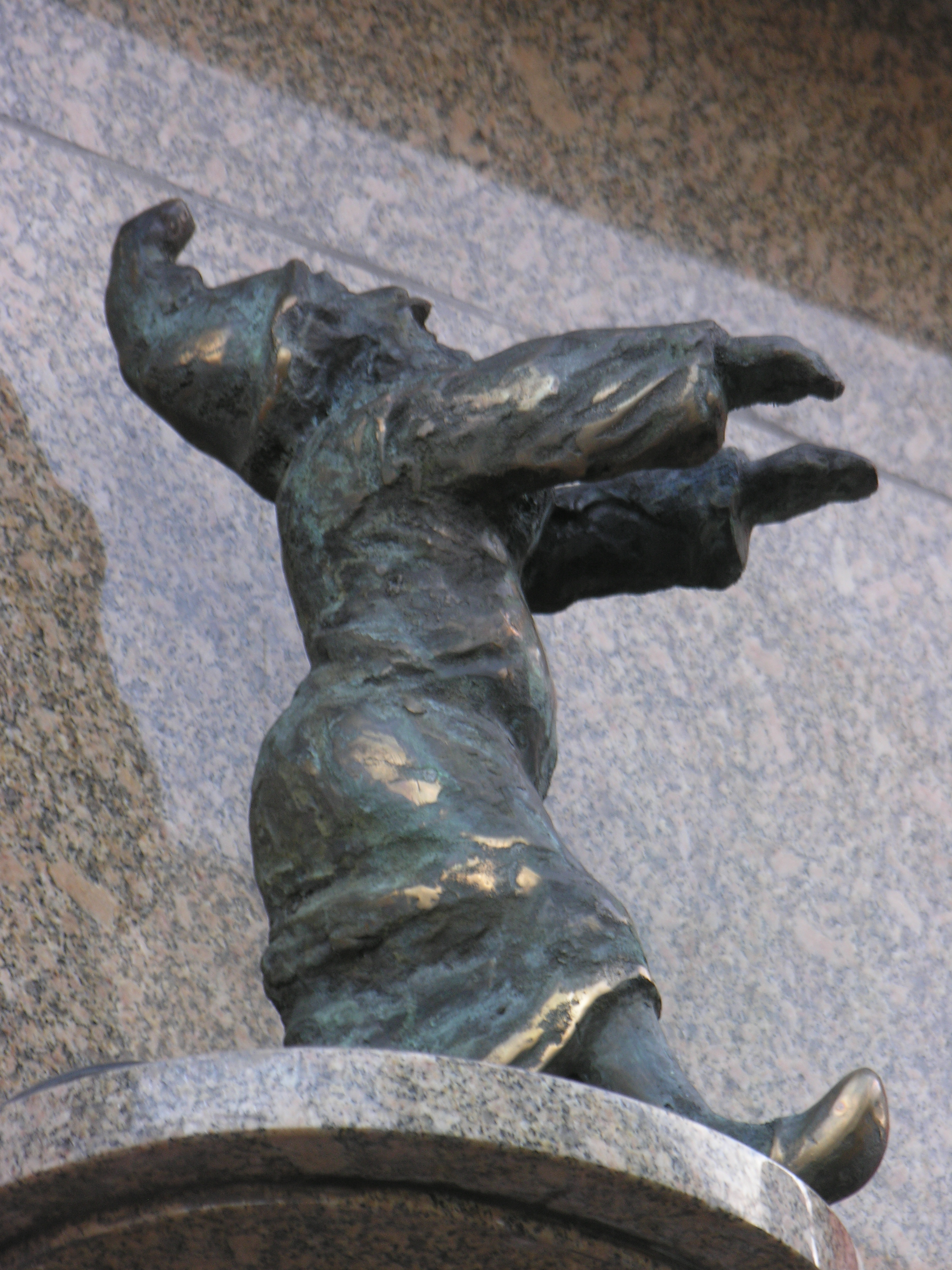
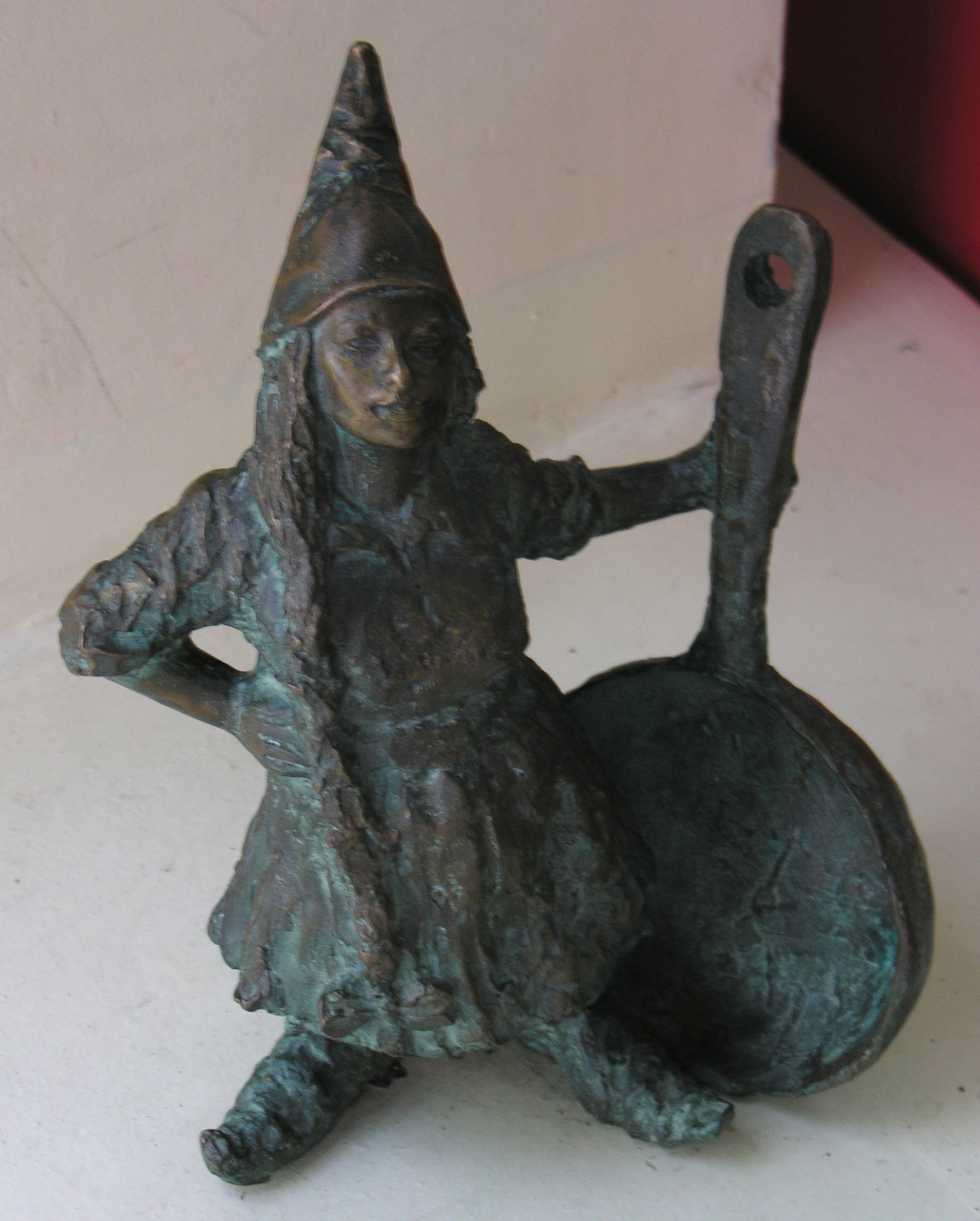
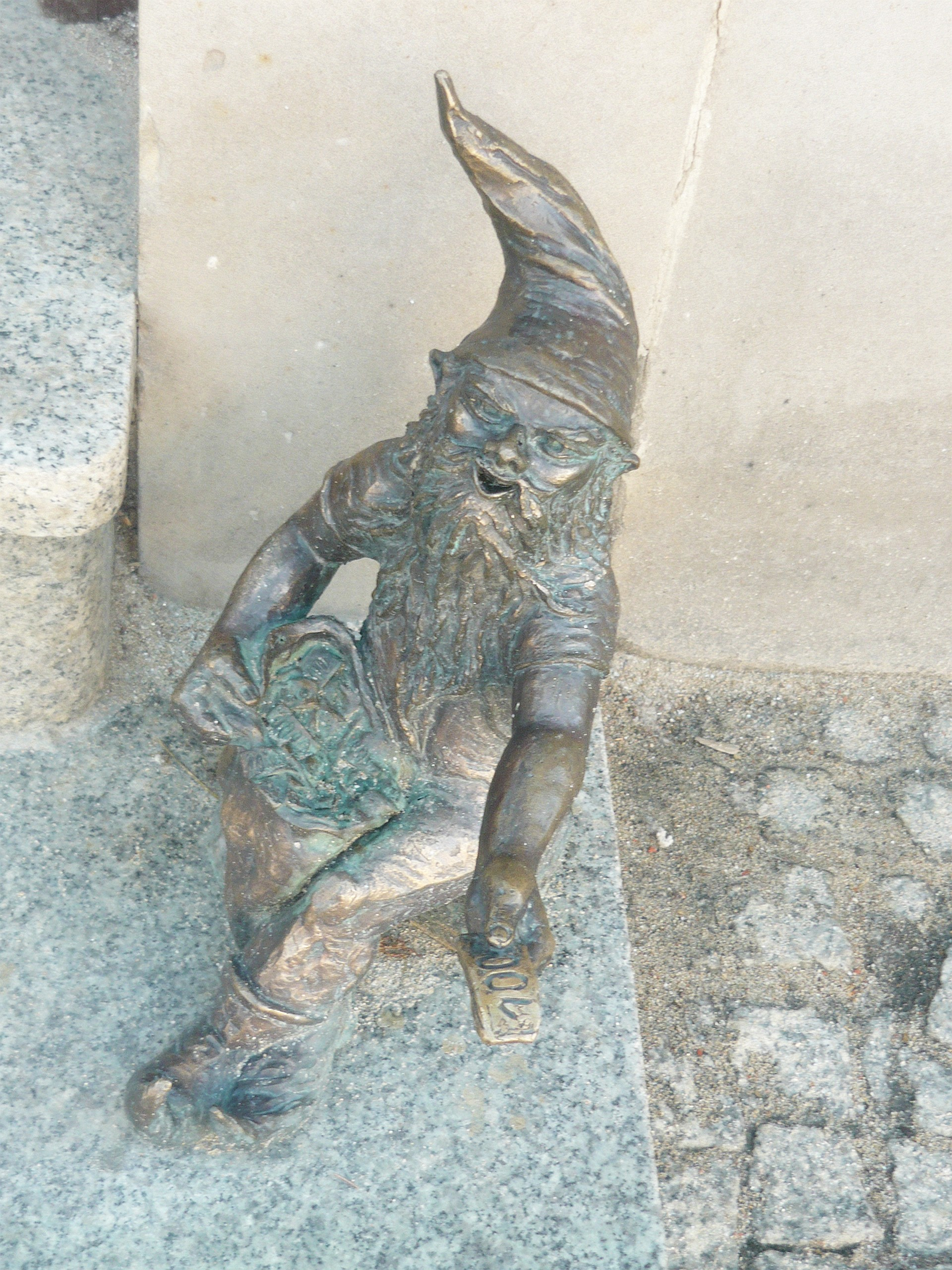
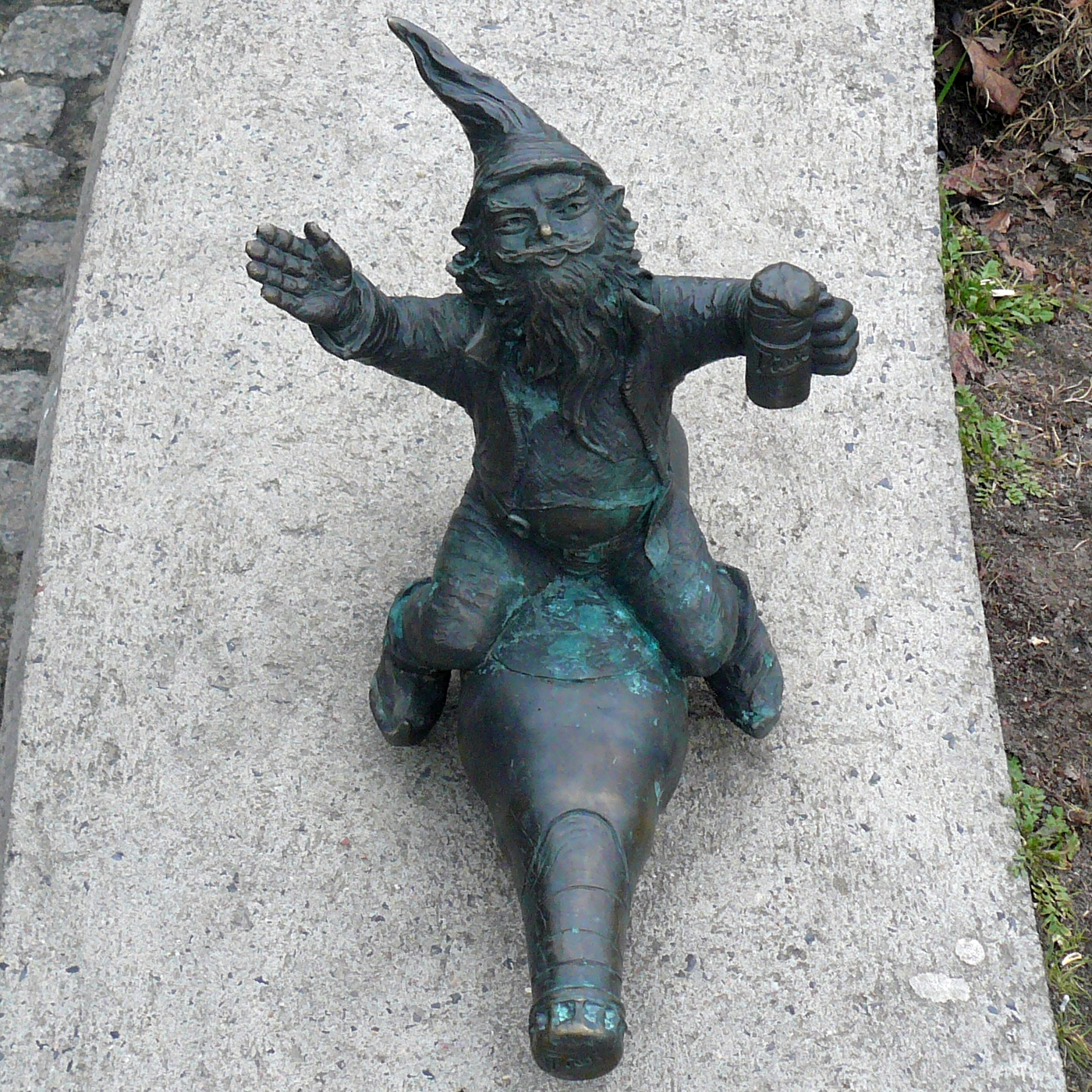
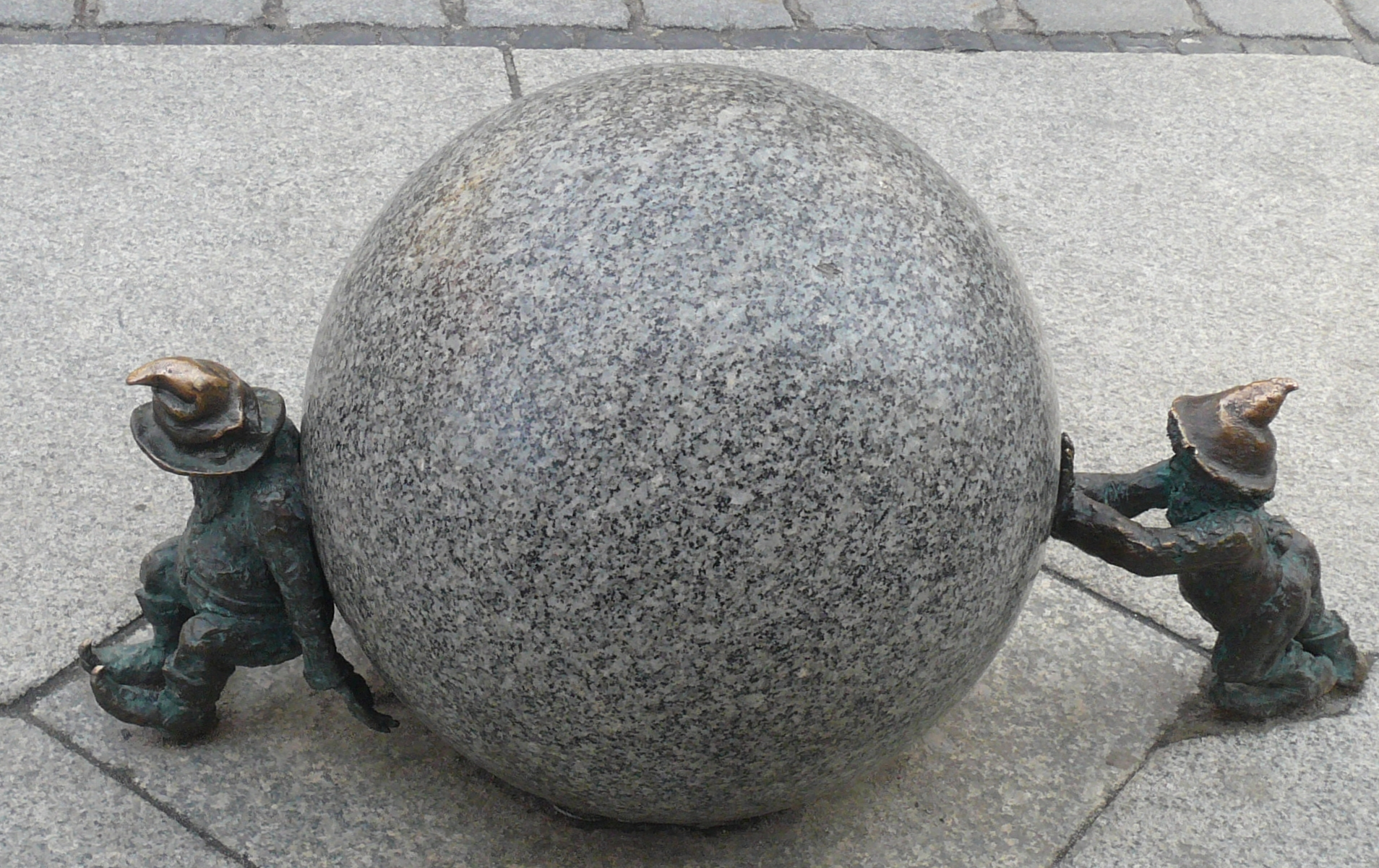
les deux « Sisyphe »
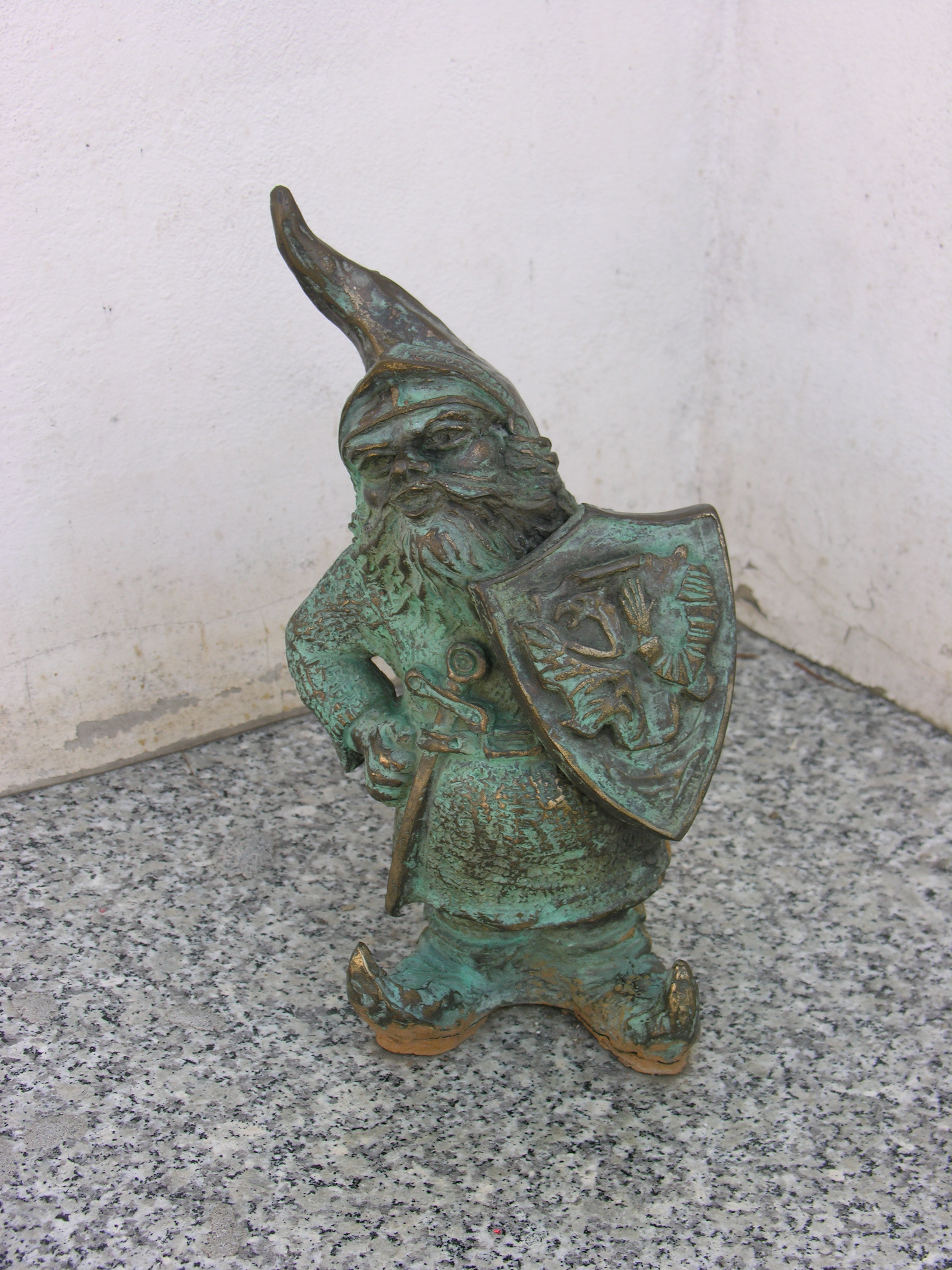
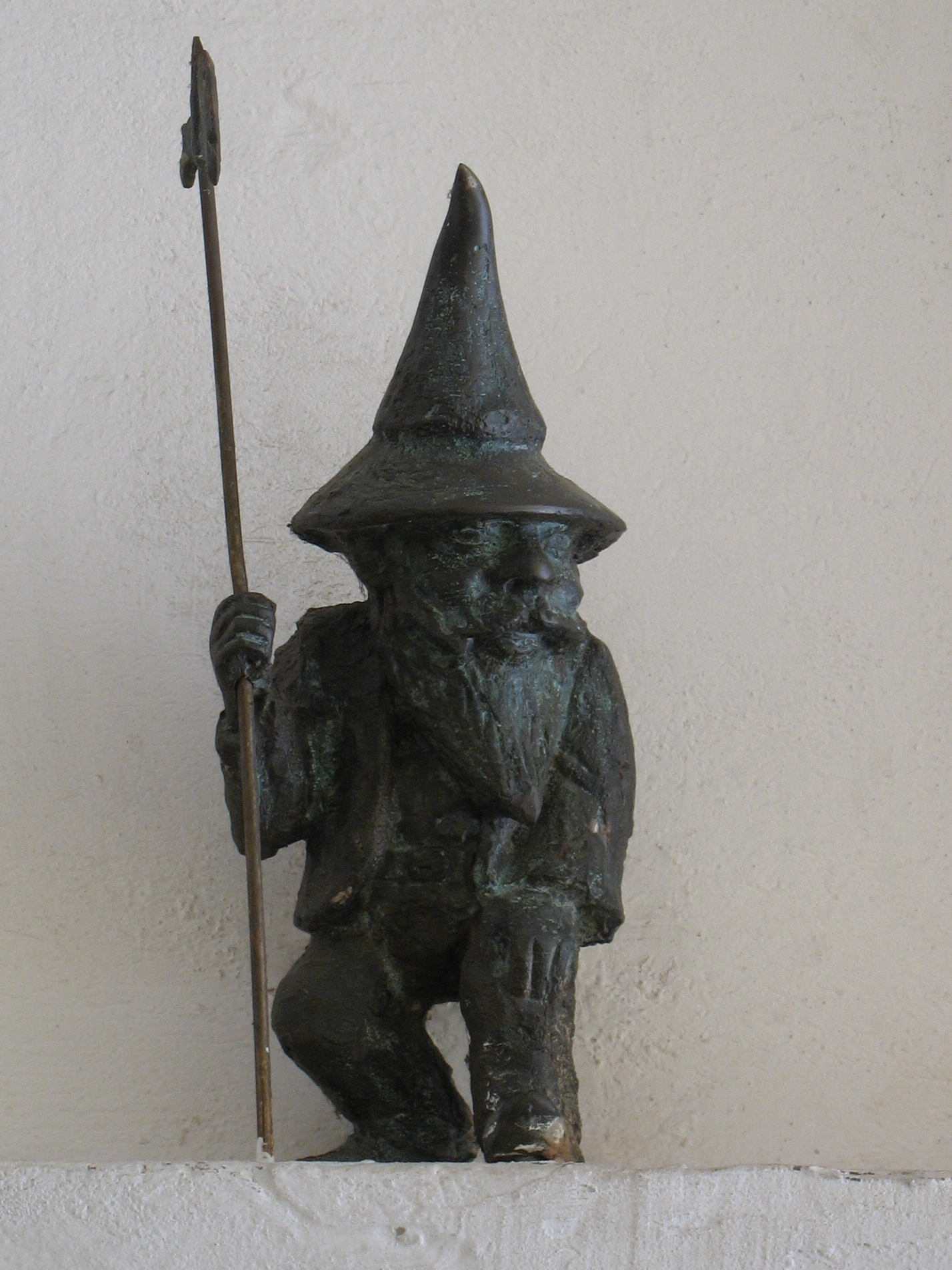
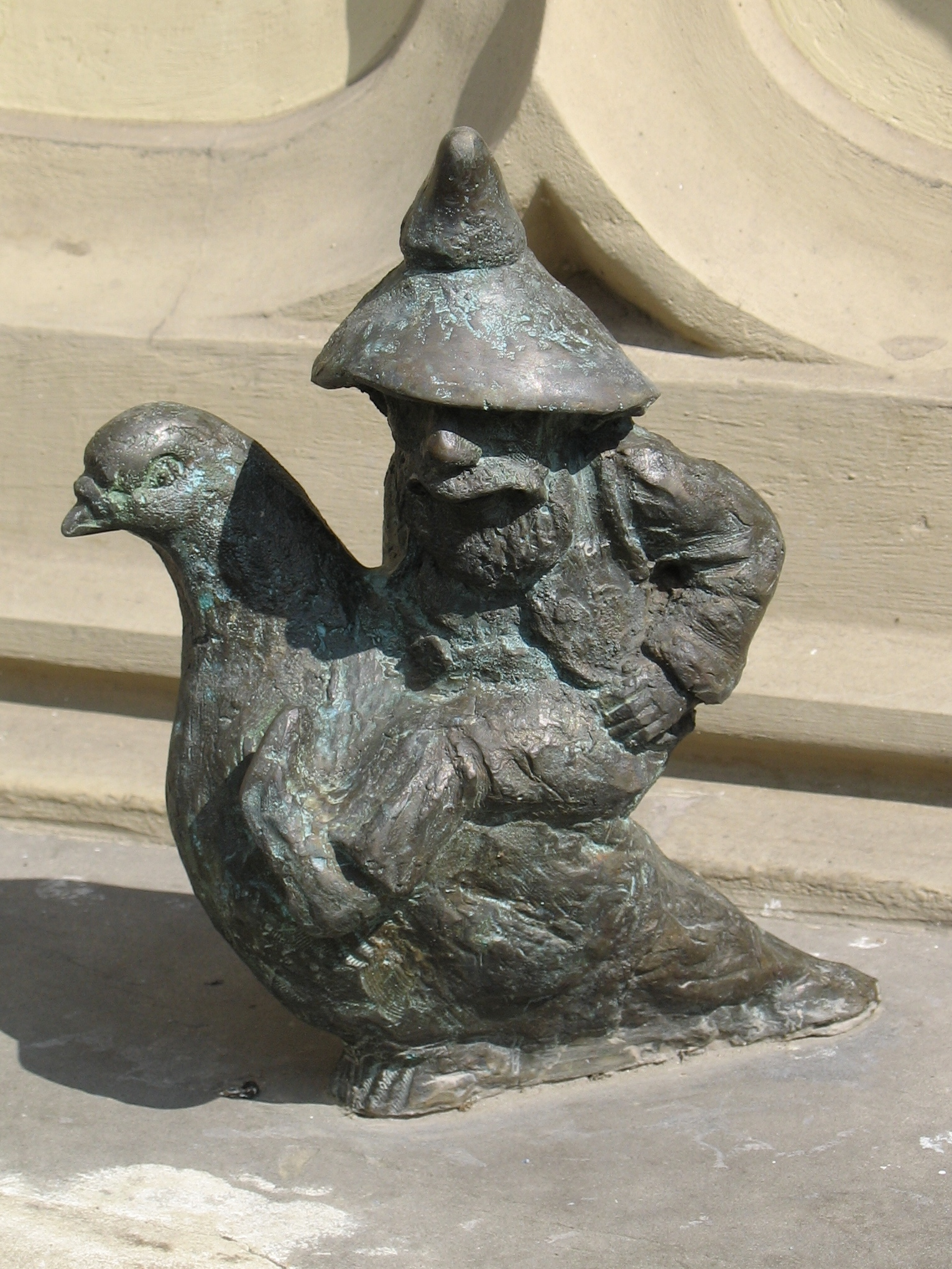
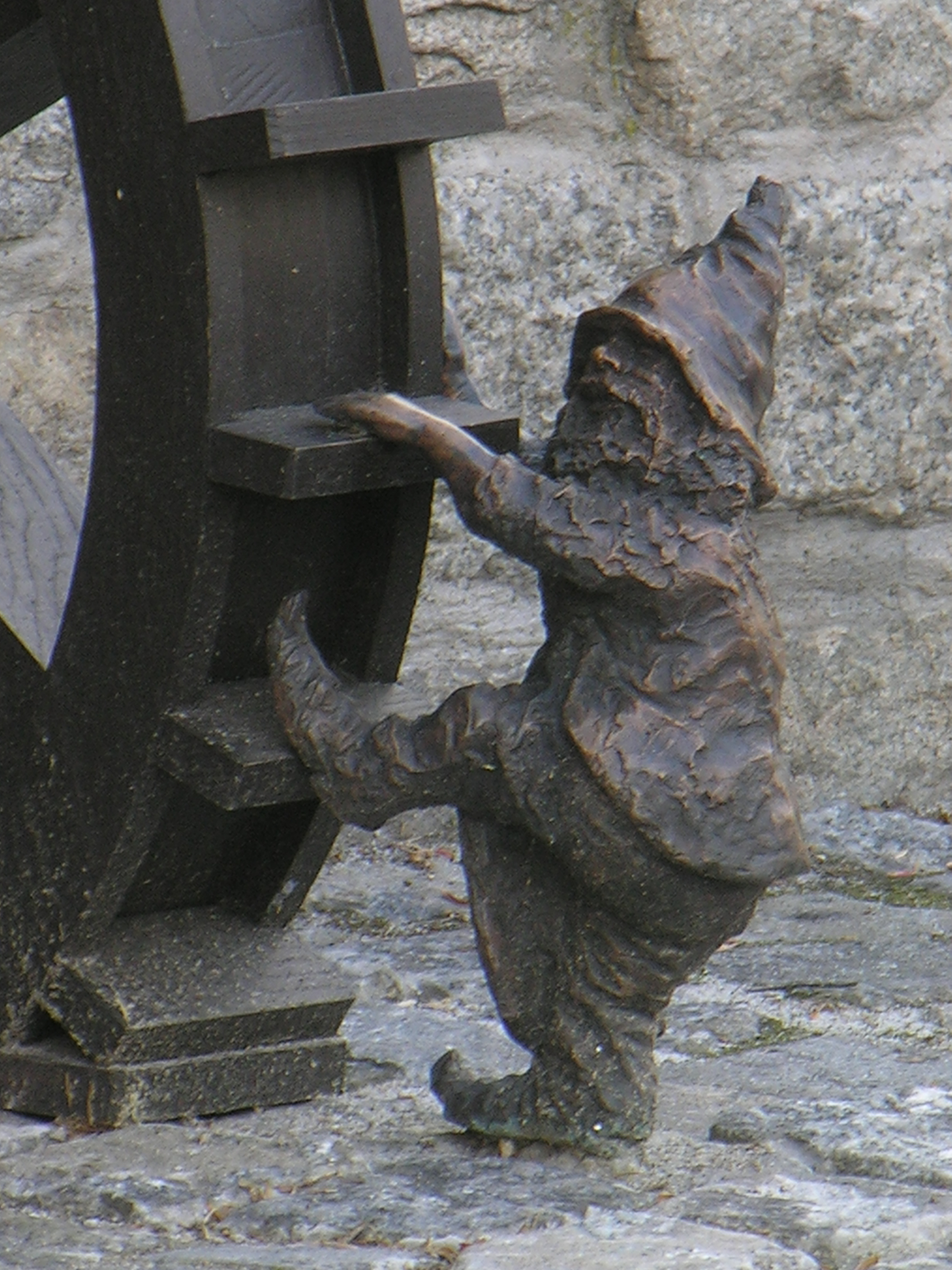
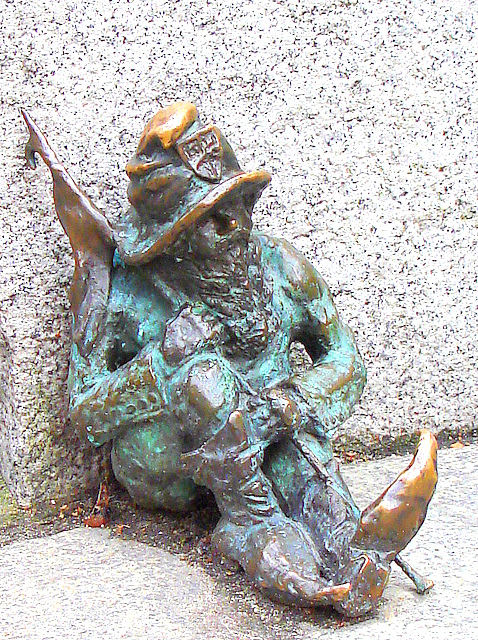